# Béja kormányzóság
A Béja kormányzóság arabul:ولاية باجة egyike az 1956-ban létrehozott kormányzóságoknak Tunéziában. Fővárosa Béja.

## Földrajz
Tunézia északi részén található. Az évi középhőmérséklet 18,0 °C és a csapadék 350–1000 mm / év.

### Városok
- Bezsa
- El Maâgoula
- Goubellat
- Medjez el-Bab
- Nefza
- Teburszuk
- Testour
- Zahret Mediou